# Welcome the Stranger
Welcome the Stranger è un film del 2018 diretto da Justin Kelly.

## Trama
Senza preavviso Alice arriva a casa di suo fratello Ethan con il quale non ha un buon rapporto. Cerca così di risolvere il loro rapporto ma strani avvenimenti cominciano ad accadere nella casa.

## Distribuzione
Il film è stato distribuito il 20 marzo 2018.